# محمدحسین نخبةالفقهایی
محمدحسین نخبه‌الفقهایی (زادهٔ ۱۳۳۱ در لار) نمایندهٔ حوزهٔ انتخابیهٔ لارستان در دورهٔ پنجم مجلس شورای اسلامی بوده‌است. وی پیش‌تر در دورهٔ چهارم نیز عضو این مجلس بود.